# Club Baloncesto Atapuerca
Maillots
Le Club Baloncesto Atapuerca, devenu en 2013, pour des raisons financières, le Club Baloncesto Tizona est une équipe de basket-ball professionnel situé à Burgos en Castille-et-León. Son nom commercial est Autocid Ford Burgos. Il concourt dans la LEB qui est la 2e division du championnat d'Espagne masculin de basket-ball, juste derrière la Liga ACB. Il joue dans la salle municipale El Plantío.